# Arma de cerco

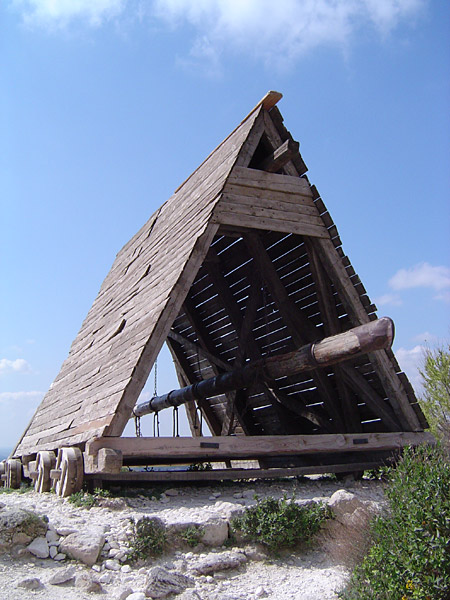
Réplica de um aríete.

As armas de cerco ou armas de assédio são máquinas construídas a fim de destruir muralhas e fortificações durante um cerco.
O aríete, o instrumento de cerco mais antigo, possivelmente desenvolvido pelos assírios, era feito como um carro com rodas na qual havia um tronco interno numa posição horizontal com uma testa de metal, segurado por cordas para fazer um movimento pendular, o carro era empurrado em direção a fortificação na finalidade de bater até romper os portões ou um cercado de madeira.
A catapulta também foi usada como arma de cerco, sendo primeira utilizada na Grécia antiga inicialmente no reinado de Dionísio I. O uso  de catapultas perduraram até a baixa idade média, substituída por canhões. No período Helênico, Felipe II e seu filho Alexandre, o Grande incentivaram uma evolução de máquinas de cerco, incluído o Helépolis, uma torre de cerco. Os cartagineses, usavam torres de cerco e aríetes nos conflitos na Sicília, contra as colônias gregas. Os romanos faziam rampas de terra ou simplesmente escalando as paredes como armas de cerco.

As armas de cerco como as catapultas, as balistas, torre de cerco, escadas, todas foram usadas na Idade Média e em vários conflitos da modernidade e são atualmente usadas por operações policiais.